# Boeing-Boeing (Film)
Boeing-Boeing ist eine US-amerikanische Filmkomödie aus dem Jahr 1965.

## Handlung
Bernard Lawrence, ein US-amerikanischer Journalist und nun Auslandskorrespondent in Paris, ist mit drei Stewardessen gleichzeitig verlobt und plant sein Liebesleben nach dem Flugplan von drei Fluggesellschaften. Die Französin Jacqueline arbeitet für Air France, Lise Bruner für die Lufthansa und Vicky Hawkins für British United. Dies erfordert ungeheuren logistischen Aufwand, wobei ihm seine Haushälterin Bertha behilflich ist. 
Als er Vicky zum Flughafen bringt und Lise abholen will, treffen sie auf Robert, einen alten Freund, der von Berlin nach Paris versetzt wurde. Dieser wird von Bernard widerwillig eingeweiht, da er kein Hotelzimmer gefunden hat und bei ihm übernachten wollte. Als sie mit Lise zu Hause ankommen, ruft Vicky vom Flughafen aus an, um zu sagen, dass sie auf den neuen Flugzeugtyp, die VC-10, versetzt wurde und nun nach Hause komme. Bernard eilt zum Flughafen und kann Vicky gerade noch rechtzeitig abfangen. Während sie sich unterhalten, taucht Lise auf, die ebenfalls auf ein anderes Flugzeug, die „Super-Boeing“, versetzt wurde. Die Frauen verpassen sich nur knapp. Zeitgleich kommt Jacqueline in der Wohnung an und trifft auf Robert, der über die dritte Frau nun noch mehr verwundert ist. Auch Jacqueline ist auf ein neueres, schnelleres Flugzeug, die „Ultra-Caravelle“ versetzt worden. Bernard ist entsetzt, da dies seine Planungen (eine oben, eine unten und eine pendelt) durcheinanderbringt.
Immer häufiger sind nun mehr Personen im Haushalt anwesend, als das Nervenkostüm von Bernard es verkraften kann. Die drei Frauen treffen mehrmals beinahe aufeinander. Haushälterin Bertha ist von dem Durcheinander so genervt, dass sie kündigt. Als Robert Vicky aus dem Haus lockt, damit sich Bernard um Jacqueline kümmern kann, fällt Lise in Ohnmacht, da Bertha zuvor ihr Beruhigungsmittel überdosiert hat. Bernard und Robert eilen nach Hause. Vicky hat sich unterdessen in Robert verliebt und will die Verlobung zu Bernard lösen. Es kommt zu einem finalen Treffen in Bernards Wohnung, wobei Vicky auf Jacqueline trifft. Bernard stellt sie als seine neue Verlobte vor, da Vicky ja nun die Verlobte von Robert ist. Plötzlich taucht Lise auf, die aufgewacht ist und Bernards Schwindel fliegt auf. Als sie aus der Wohnung fliehen, taucht zu allem Überfluss auch noch plötzlich Bernards Übersetzer auf und stellt ihm eine Stewardess der Japan Air Lines vor.

## Hintergrund
Der Film entstand nach der erfolgreichen gleichnamigen Boulevardkomödie des französischen Schriftstellers Marc Camoletti, die 1960 in Paris uraufgeführt wurde. Das Stück wurde ins Englische übersetzt und 1962 erstmals in London aufgeführt. 1965 kam es an den Broadway und es wurde noch im selben Jahr verfilmt. Die Broadwayinszenierung wurde sieben Jahre lang gespielt. Die Rolle des Bernard spielte dort Ian Carmichael. 1991 wurde es als weltweit meistgespieltes französisches Theaterstück ins Guinness-Buch der Rekorde aufgenommen. Mit großem Erfolg erlebte das Stück 2008 ein Revival am Broadway. Die Rolle des Bernard spielte diesmal Bradley Whitford und die Rolle der Haushälterin Bertha übernahm Christine Baranski. Mark Rylance erhielt für seine Rolle als Robert Reed 2008 einen Tony.

## Kritiken
- Lexikon des internationalen Films: Amüsante Hollywood-Starkomödie.[1]
- Evangelischer Filmbeobachter: „Amüsantes, wenn auch mit einigen moralischen Fragezeichen zu versehendes Theaterstück von Hollywood zum filmischen Klamauk aufbereitet, der, was Buch und Regie angeht, wenig vom Glanz der besten US-Film-Komödien ahnen läßt. [...] Vom Vergnügen, das kritische Erwachsene im Theater mit der Geschichte empfinden können, kann die Verfilmung wenig vermitteln.“[2]

## Auszeichnungen
Jerry Lewis war 1966 als bester Schauspieler in einer Komödie für einen Golden Globe nominiert. Eine Golden-Globe-Nominierung erhielt auch Thelma Ritter als beste Nebendarstellerin.